# Каланхое пушистолистное
Каланхое пушистолистное (лат. Kalanchoe eriophylla) — вид суккулентных растений рода Каланхое (Kalanchoe) семейства Толстянковые (Crassulaceae), естественно произрастающий на территории Мадагаскара.

## Название
Родовое латинское (научное) название Kalanchoe происходит от китайского «Kalan Chauhuy», что переводится как «то, что падает и растет», поскольку у некоторых видов дочерние растения образуются прямо на листьях, затем падают и могут прорасти, или возможно, в отношении луковиц (хотя никакие таксоны луковичных растений не являются аборигенными для Китая). По другой версии (Genaust 1996) от древнеиндийского «kalanka-», что означает «пятно» или «ржавчину», и «chaya», что переводится как «блеск», возможно, из-за блестящих, а иногда и красноватых листьев индийского Kalanchoe laciniata.
Видовой латинский эпитет eriophylla происходит от слова eriophyllus, которое, в свою очередь, образовано от греческих слов erion – «шерсть» и phyllon — «лист».

## Ботаническое описание

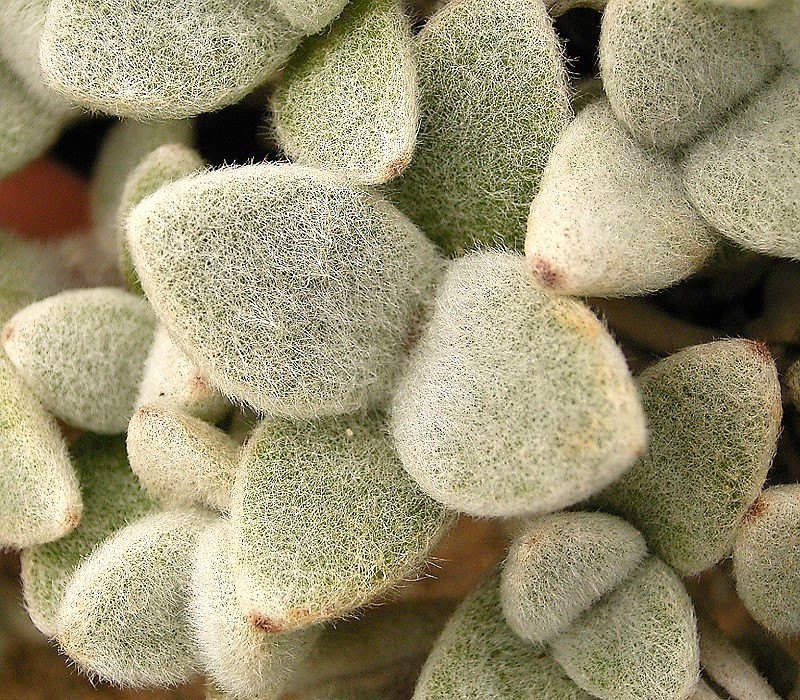
Листья

Суккулентное растение с толстыми мясистыми листьями, покрытыми тонкими белыми волосками высотой 20 см. Стебли ветвятся от основания. Листья обратнояйцевидной формы с затупленными верхушками с бурыми пятнами по краю. Цветки бледно-розовые. 

## Таксономия
Kalanchoe eriophylla Hils. & Bojer ex Tul., первое упоминание в Ann. Sci. Nat., Bot., sér. 4, 8: 149 (1857).

### Синонимы
Гетеротипные (основанные на разных номенклатурных типах):
- Cotyledon pannosa Baker (1881)